# CHOCO TV
CHOCO TV 追劇瘋 曾是巧克科技新媒體有限公司（CHOCO Media）旗下台灣原生行動串流影音平台，2015年起與海外各大電視台與製作公司合作，2016年起投入自製內容，2018年韓國NAVER集團的日本LINE公司透過旗下Mirai Fund向巧克科技新媒體股份有限公司注資，成為最大股東。同年11月20日，CHOCO TV終止服務，其所有內容，包括會員資格於同日一起併入LINE TV當中。

## 自製電視劇列表
- 以下皆為巧克科技新媒體股份有限公司主要或有份投資的劇集。
- 自2018年11月20日起，CHOCO TV終止服務後，以下大部分的節目（《東區小巷的大廟》除外）仍可在臺灣LINE TV繼續收看。

| 首播時間       | 電視劇名稱              | 演出者                                                                                            |
| -------------- | ----------------------- | ------------------------------------------------------------------------------------------------- |
| 2016年8月24日  | 我們是歐爸              | 謝祖武、陳德烈、宋少卿、李亮瑾、王宇婕                                                            |
| 2016年10月28日 | Ｘ情人系列              | 林彥君、李見騰、文雨非、周定緯、利晴天、海裕芬、陳珮騏、楊永維、陽詠存、李易                      |
| 2016年12月28日 | 志明與春嬌              | 薛仕凌、吳子霏、方語昕                                                                            |
| 2017年2月14日  | HIStory                 | - My Hero：賴東賢、蔣昀霖、林映唯 - 離我遠一點：吳承璟、宋柏緯、焦曼婷 - 著魔：森竣、任祐成、陳沂 |
| 2017年6月14日  | 咕咾小姐                | 海裕芬、林可彤、郭彥甫、戴祖雄                                                                    |
| 2017年7月21日  | 東區小巷的大廟          | 納豆、杜姸、李冠毅、梁正群                                                                        |
| 2017年8月8日   | 老爸上身                | 謝祖武、黃姵嘉、邱昊奇、方語昕、曹蘭                                                              |
| 2018年1月30日  | HIStory2                | - 是非：江常輝、張行、邱志宇 - 越界：盧彥澤、范少勳、楊孟霖、施柏宇、謝毅宏                       |
| 2018年5月1日   | 愛情教會我的事-秘密情人 | 戴祖雄、袁詠琳、宗念美、康茵茵、隋玲                                                              |
| 2018年7月31日  | 搖滾畢業生              | 黃偉晉、吳心緹、邱鋒澤、陳大天、林彥君、林子珊、楊景涵、林怡廷                                    |

## 外部連結
- CHOCO TV官方網站 （页面存档备份，存于）
- CHOCO TV - 追劇瘋的Facebook專頁粉絲團
- YouTube上的CHOCO TV頻道
- CHOCO TV - 追劇瘋的Instagram帳戶
- 台灣公司資料 （页面存档备份，存于）